# جزیره سنت نیکلاس

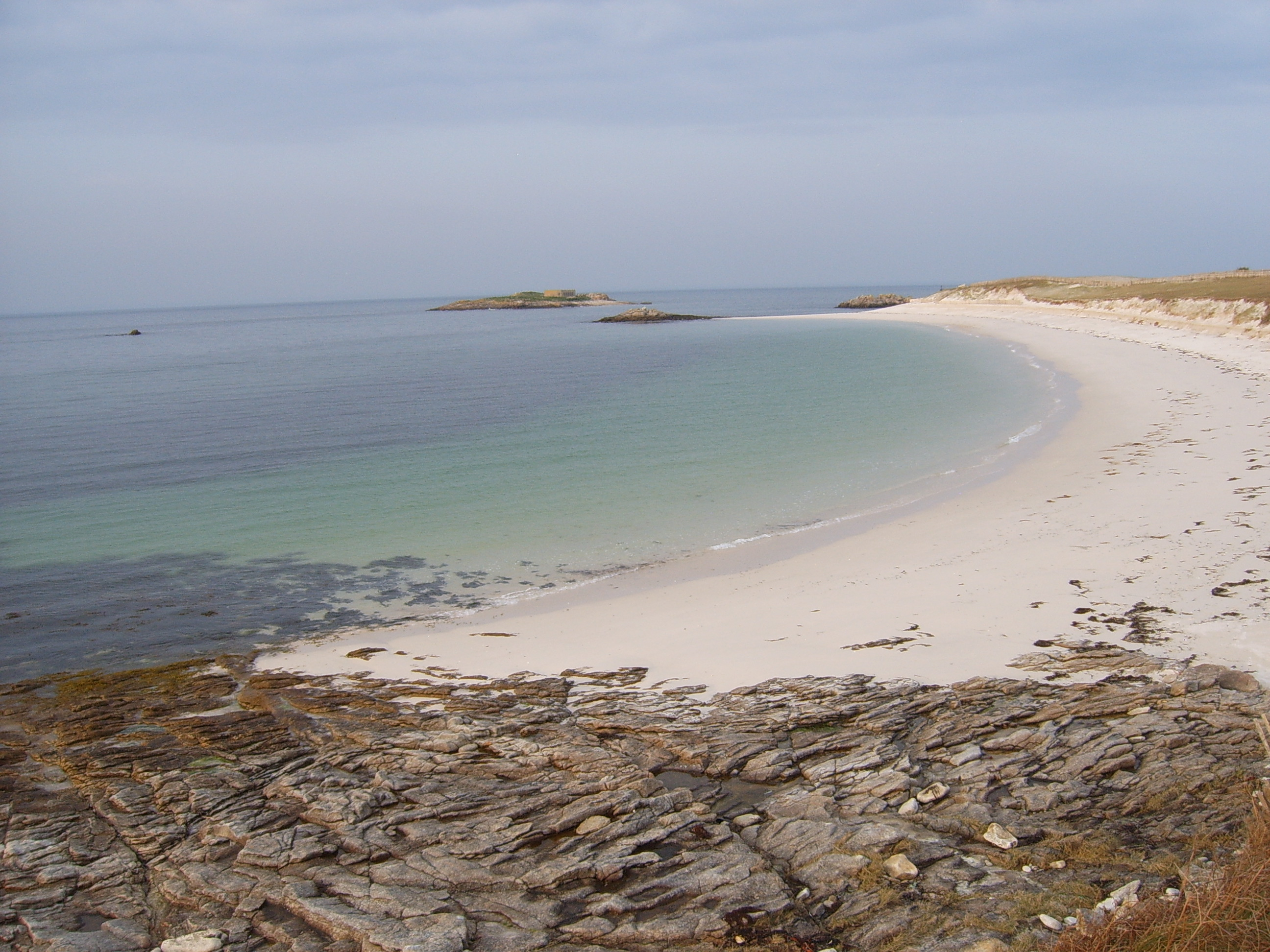
جزیره سنت نیکلاس

جزیره سنت نیکلاس (به فرانسوی: Île Saint-Nicolas) جزیره‌ای از مجمع‌الجزایر گلنان در اقیانوس آرام می‌باشد. در گذشته این جزیره قابل سکونت بوده‌است ولی امروز تبدیل به پلاژ برهنگی و تفریحگاه دریای شده‌است. امکان دسترسی به این جزیره از طریق قایق‌های موتوری تندرو از کنکارنو و فوئسنان می‌باشد.